# Chełmno
För andra betydelser, se Chełmno (olika betydelser).
Chełmno eller Chełmno nad Wisłą (tyska: Kulm eller Culm) är en stad i Polen vid floden Wisła cirka 45 kilometer norr om Toruń. Staden har cirka 20 600 invånare (2004) och är belägen på en höjd vid östra stranden av floden Wisła.

## Historia
Staden är omgiven av en välbevarad ringmur och har många historiska byggnader som minner om den tid då den var administrativt centrum i det historiska territoriet Kulmerland, som låg under Tyska orden fram till 1466. Särskilt märks den imponerande Mariakyrkan som uppfördes cirka 1280–1320. Vid torget står ett rådhus i polsk renässansstil från 1500-talets slut.
Chełmno var den äldsta staden i den forna preussiska provinsen Westpreussen och fanns redan före Tyska riddarnas ankomst, vilka 1232 uppbyggde slottet i Chełmno. 1466-1772 hörde staden till Polen. Det katolska biskopsstiftet Chełmno inrättades 1243. Den av Fredrik II 1775 upprättade kadettskolan flyttades 1890 till Köslin.
Efter Tysklands nederlag i första världskriget avträddes Chełmno till Polen.